# Хэ (нефритовый диск)
Хэ Ши Би (кит. 和氏璧, пиньинь Hé Shì Bì, буквально означает нефритовый диск Хэ) — кусок нефрита, который играл значительную роль во многих исторических событиях Древнего Китая. Изначально камню была придана форма нефритового диска, но впоследствии он был переделан в Императорскую печать Китая по приказу императора Цинь Шихуанди.

## Открытие
Человек по имени Бянь Хэ обнаружил кусок нефритовой породы в холмах царства Чу и был так обрадован находкой, что поспешил представить её князю Сюн Шуню (кит. 楚厲王, в англоязычных источниках — King Li of Chu). Однако князь не поверил, что камень представляет собой что-то ценное, и приказал отрубить Бянь Хэ ногу — за то, что тот напрасно потревожил правителя. Когда князь умер, трон перешёл к его брату Сюн Туну (кит. 楚武王, в англоязычных источниках — King Wu of Chu). Бянь Хэ и ему показал камень, но и этот князь не поверил ему и велел отрубить несчастному вторую ногу. Только третий князь Вэнь-Ван (кит. 楚文王, в англоязычных источниках — King Wen of Chu) передал камень резчикам, которые к их удивлению обнаружили, что имеют дело с исключительно редким белым нефритом. Из камня был изготовлен нефритовый диск, который был назван в честь Бянь Хэ — Хэ Ши Би, что в буквальном переводе означает «нефритовый диск Хэ».

## «Вернуть нефрит в сохранности в царство Чжао»

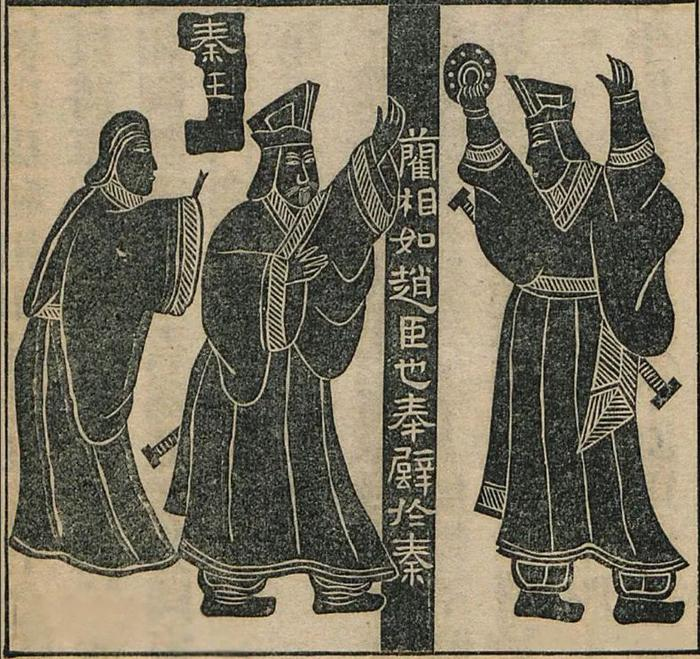
История «Возвращение всего нефритового кольца Чжао», из семейных святилищ Ву, копия из Цзиньшисуо

К несчастью нефритовый диск был украден из царства Чу и продан в царство Чжао. В 283 г. до н. э. князь Чжаосян-ван из царства Цинь предложил 15 городов царству Чжао в обмен на нефритовый диск. От этой истории берёт начало китайская поговорка кит. 价值连城 — «по цене многих городов». Придворный советник царства Чжао Лин Сянжу был направлен в царство Цинь, но по прибытии в столицу обнаружил, что Чжаосян-ван не собирается выполнять своё обещание. Тогда Лин Сянжу пригрозил разбить нефритовый диск, если князь не выполнит своего обещания. Впоследствии советник благополучно вернул Хэ Ши Би своему господину. Отсюда пошла другая китайская поговорка: кит. 完璧歸趙 — «Вернуть нефрит в сохранности в царство Чжао», что означает «вернуть что-либо к законному владельцу».

## Императорская печать
В 221 году до н. э., князь царства Цинь завоевал другие шесть Сражающихся царств и основал династию Цинь; таким образом Хэ Ши Би попал в руки Цинь Шихуанди, который приказал сделать из него Императорскую печать. Главный советник Ли Сы написал, а мастер Сунь Шоу вырезал на ней слова: «По мандату небес, пусть (император) живёт долго и счастливо». (受命於天，既壽永昌). Печать передавалась из династии в династию, но спустя 1500 лет была утрачена.